# سمیره ابوغزاله
سمیره ابوغزاله (۱۹۲۸ – ۱۲ ژانویه ۲۰۱۷) فعال سیاسی و حقوق زنان فلسطینی بود. در نابلس زاده شد. در سال ۱۹۵۶ با مدرک کارشناسی زبان عربی از دانشگاه قاهره دانش‌آموخته شد و سپس در سال ۱۹۶۲ مدرک کارشناسی ارشد خود را گرفت. مدتی در زمینهٔ تدریس فعالیت کرد، سپس در شورای عالی مراقبت از هنر و ادبیات در قاهره مشغول به کار شد. استاد زبان عربی در دانشگاه آمریکایی قاهره شد. یکی از بنیانگذاران انجمن زنان فلسطین در قاهره در سال ۱۹۶۳ بود. سمیره ابوغزاله به عنوان یک فعال زن فلسطینی، نویسنده و استاد دانشگاه از دههٔ ۱۹۵۰ شهرت یافت که به نوشتن شعر، مطالعات و مقالات پرداخت. یک مجموعه شعر در سال ۱۹۸۹ با عنوان «ندای زمین» منتشر کرد. در سال ۱۹۶۵ به عنوان عضو مجلس ملی فلسطین انتخاب شد که نخستین زنی است که به این سِمَت رسید و در دروه‌های بعدی عضو آن باقی ماند. همچنین در سال ۱۹۸۵ به عضویت شورای مرکزی سازمان آزادیبخش فلسطین درآمد.

## زندگی و پیشه
سمیره ابوغزاله در سال ۱۹۲۸ در نابلس، ناحیهٔ سامریه، سرپرستی فلسطین، در خانواده‌ای سرشناس نابلسی به دنیا آمد. پدرش محمدزکی نام داشت. تحصیلات ابتدایی خود را در شهر |رمله، جایی که پدرش در آنجا مشغول به کار بود، به پایان رساند، تحصیلات خود را در دانشکدهٔ معلمان قدس ادامه داد و در سال ۱۹۴۷ فارغ‌التحصیل شد. در دوران تحصیل، او و همکلاسی‌هایش در فعالیت‌های مقاومت مردمی علیه نیروهای انگلیسی و گروه‌های صهیونیستی شرکت می‌کردند؛ مدرسه را ترک می‌کردند و به سمت اتوبوس‌هایی که از قدس به یافا در حرکت بودند، سنگ پرتاب می‌کردند.در آستانهٔ نکبت (۱۹۴۸) به فعالیت‌های داوطلبانه پرداخت و در جمع‌آوری هدایا، لباس و غذا و رساندن آنها به مبارزان فلسطینی شرکت کرد. او همچنین از دوستانش خواست تا با سلاح آموزش ببینند و برخی از آنها به هلال احمر مصری در رمله پیوستند. پس از نکبت، سمیره ابوغزاله و خانواده‌اش به شهر نابلس آواره شدند، که او به همراه خواهرش، ندیره، پیش از اینکه دو برادرش از رمله به نابلس بروند و تیرباران شوند، به شهر نابلس آمدند. او و خواهرش، مدرسه‌ای در خانهٔ عمویش برای آموزش کودکان محله افتتاح کرد و به حمایت از خانواده کمک کردند.
در سال ۱۹۵۰ به عنوان دبیر هلال احمر اردن در قدس انتخاب شد. در سال ۱۹۵۲ برای تحصیل در دانشگاه آمریکایی بیروت به بورسیهٔ تحصیلی پیوست و در آنجا در برنامه آموزش و روان‌شناسی ثبت نام کرد. در بیروت، او از طریق جنبش ملی‌گرایان عرب و انجمن العروة الوثقی که توسط استاد دانشگاه و متفکر ملی‌گرای کنستانتین زُرَیق تأسیس شده بود، زمینهٔ فعالیت سیاسی فراوانی داشت. نقش او با شرکت در یک کمپین فعال علیه دعوت دانشجویان دختر دانشگاه آمریکایی برای دیدار با تفنگداران دریایی آمریکایی که از سواحل لبنان بازدید می‌کردند تا آنها را سرگرم کنند، برجسته شد که باعث شد مدیریت دانشگاه علیه او باشد. در تظاهراتی که در سال ۱۹۵۵ در بیروت برای محکوم کردن پیمان بغداد برگزار شد، او و دیگر همکلاسی‌هایش شرکت کرد که باعث انفصال آنان از دانشگاه شد، چرا که در تضاد با دستورالعمل مدیریت دانشگاه بود. به دنبال شرکت او در این تظاهرات، او مجبور شد ده روز ناپدید شود، هنگامی که خبر اخراج دانشجویان به گوش رئیس‌جمهور مصر جمال عبدالناصر رسید، وی از طریق رادیو صدای عرب اعلام کرد که آنها در دانشگاه‌های مصر پذیرفته می‌شوند. پس از بازگشت از بیروت به نابلس در زمینهٔ دفاع از حقوق زنان فعال شد، به ویژه حق رأی و حق نامزدی در مجلس. او در سازماندهی چندین جشنواره برای دفاع از این حقوق شرکت کرد.
ابوغزاله در سال ۱۹۵۵ برای تکمیل تحصیلات دانشگاهی خود که در بیروت آغاز کرده بود، به قاهره نقل مکان کرد. او در سال ۱۹۵۶ مدرک لیسانس ادبیات عرب را از دانشگاه قاهره گرفت. پس از فارغ‌التحصیلی به فلسطین بازگشت و از سال ۱۹۵۷ تا ۱۹۵۸ در دانشکدهٔ معلمان زن رام‌الله-البیره تدریس کرد. اما با اصرار خانواده اش که می‌ترسیدند به دلیل فعالیت‌های سیاسی او دستگیر شود، به قاهره بازگشت. او به دانشگاه قاهره دوباره پیوست و در سال ۱۹۶۲ مدرک کارشناسی ارشد خود را در رشتهٔ ادبیات عرب با پژوهشی با عنوان «شعر ملی در مصر و شام بین جنگ‌های جهانی اول و دوم» گرفت. در همان سال کتابی با عنوان «خاطرات یک دختر عرب» در قاهره منتشر کرد. سمیره ابوغزاله به مدت بیست سال در شورای عالی مراقبت از هنر و ادبیات در قاهره کار کرد و سپس در دانشگاه آمریکایی قاهره به تدریس زبان عربی برای خارجی‌ها پرداخت.
در آوریل ۱۹۶۳، سمیره ابوغزاله با همکاری تعدادی از زنان فلسطینی مقیم قاهره، از جمله: زینات عبدالمجید، جهاد سلامه، عایده بامیه و رجاء بیدس، ابتکار عمل را برای تأسیس «اتحادیهٔ زنان فلسطین» در قاهره به دست گرفت. آنان اهداف اتحادیهٔ سیاسی را این گونه تعریف کردند: «تجمع، سازماندهی و تلاش برای آزادی فلسطین». وی سپس در کمیتهٔ مقدماتی که متشکل از نمایندگان سازمان‌های زنان فلسطینی در داخل و خارج از فلسطین بود، با ادارهٔ سازمان مردمی سازمان آزادیبخش فلسطین شرکت کرد و «اتحادیهٔ عمومی زنان فلسطینی» را در سال ۱۹۶۵ در قدس تأسیس کرد. اتحادیهٔ زنان فلسطین در قاهره، شعبه‌ای از این اتحادیه شد و تا سال ۲۰۱۰ ریاست هیئت اداری آن را بر عهده داشت.
در سال ۱۹۶۵ به عنوان عضو مجلس ملی فلسطین انتخاب شد که نخستین زنی است که به این سمت رسید و در دروه‌های بعدی عضو آن باقی ماند. همچنین در سال ۱۹۸۵ به عضویت شورای مرکزی سازمان آزادیبخش فلسطین درآمد. ابوغزاله در قاهره، خانهٔ دانشجویان دختر فلسطینی را تأسیس کرد و به افتتاح چندین خانهٔ فلسطینی که برای استخدام زنان و خانواده‌ها در پروژه‌های وابسته به اتحادیهٔ عمومی زنان فلسطینی اختصاص داشت، کمک کرد. او به مدت چهل سال یک برنامهٔ رادیویی در رادیو فلسطین که از قاهره پخش می‌شد، به نام «دختر فلسطین» ارائه کرد. او همچنین یک ستون هفتگی در روزنامهٔ «الدفاع» قدس داشت. او در ده‌ها کنفرانس فلسطینی، عربی و بین‌المللی شرکت کرد.
سمیرا ابوغزاله در ۱۲ ژانویه ۲۰۱۷ در قاهره درگذشت و پیکرش در یکی از قبرستان‌های قاهره به خاک سپرده شد. محمود عباس، رئیس‌جمهور فلسطین با تمجید از «کمک‌های او در مراحل مختلف مبارزات ملی و تأکید بر اینکه زندگی خود را وقف خدمت به مردم ما و آرمان عادلانه آن‌ها کرده است»، درگذشت او را تسلیت گفت. محمود عباس همچنین در ۱ مه ۲۰۱۸، مدال طلای شایستگی و تعالی را به نام او اهدا کرد.

## زندگی شخصی
شوهرش جمال سلیم از مصر بود و دخترشان مونا نام داشت.

## آثار
- مذكرات فتاة عربية: قاهره، ۱۹۶۲.
- دراسات في الشعر القومي: قاهره، ۱۹۶۵.
- نداء الأرض: مجموعه شعر، قاهره، ۱۹۸۹.